# U-18-Faustball-Weltmeisterschaft der Männer 2006
Die 2. Faustball-Weltmeisterschaft der männlichen Jugend u18 fand vom 4. bis 7. Januar 2006 in Llanquihue (Chile) statt. Chile war erstmals Ausrichter einer Jugend-Faustball-Weltmeisterschaft.

## Teilnehmer
Insgesamt acht Nationen von drei Kontinenten nahmen an der zweiten Weltmeisterschaft der männlichen U18 teil.
| Europa - Deutschland - Italien - Österreich - Schweiz | Südamerika - Argentinien - Brasilien - Chile | Afrika - Namibia |

## Vorrunde
| 04.01.2006 | Schweiz     | – | Namibia     | 2:0 | (15:6, 15:7)          |
| 04.01.2006 | Argentinien | – | Chile       | 1:2 | (15:10, 10:15, 10:15) |
| 04.01.2006 | Österreich  | – | Italien     | 2:0 | (15:13, 15:6)         |
| 04.01.2006 | Deutschland | – | Brasilien   | 2:0 | (15:12, 15:13)        |
| 05.01.2006 | Chile       | – | Deutschland | 0:2 | (8:15, 6:15)          |
| 05.01.2006 | Italien     | – | Argentinien | 2:0 | (15:13, 15:12)        |
| 05.01.2006 | Namibia     | – | Österreich  | 0:2 | (13:15, 13:15)        |
| 05.01.2006 | Chile       | – | Brasilien   | 1:2 | (15:9, 8:15, 8:15)    |
| 05.01.2006 | Argentinien | – | Deutschland | 0:2 | (11:15, 12:15)        |
| 05.01.2006 | Schweiz     | – | Italien     | 2:0 | (16:14, 15:3)         |
| 05.01.2006 | Österreich  | – | Argentinien | 2:0 | (15:13, 15:12)        |
| 05.01.2006 | Namibia     | – | Italien     | 0:2 | (9:15, 8:15)          |
| 05.01.2006 | Schweiz     | – | Brasilien   | 1:2 | (7:15, 15:9, 16:18)   |
| 05.01.2006 | Schweiz     | – | Chile       | 2:0 | (16:14, 15:10)        |
| 05.01.2006 | Namibia     | – | Deutschland | 0:2 | (4:15, 9:15)          |
| 05.01.2006 | Österreich  | – | Brasilien   | 2:0 | (15:9, 15:11)         |
| 06.01.2006 | Italien     | – | Chile       | 2:1 | (15:11, 11:15, 15:10) |
| 06.01.2006 | Namibia     | – | Argentinien | 0:2 | (5:15, 7:15)          |
| 06.01.2006 | Schweiz     | – | Österreich  | 0:2 | (16:18, 9:15)         |
| 06.01.2006 | Österreich  | – | Chile       | 0:2 | (8:15, 14:16)         |
| 06.01.2006 | Schweiz     | – | Deutschland | 1:2 | (15:13, 15:17, 12:15) |
| 06.01.2006 | Italien     | – | Brasilien   | 0:2 | (14:16, 13:15)        |
| 06.01.2006 | Österreich  | – | Deutschland | 0:2 | (5:15, 5:15)          |
| 06.01.2006 | Namibia     | – | Brasilien   | 0:2 | (6:15, 3:15)          |
| 06.01.2006 | Schweiz     | – | Argentinien | 2:1 | (12:15, 15:5, 15:10)  |
| 06.01.2006 | Namibia     | – | Chile       | 0:2 | (10:15, 11:15)        |
| 06.01.2006 | Italien     | – | Deutschland | 0:2 | (12:15, 7;15)         |
| 06.01.2006 | Argentinien | – | Brasilien   | 1:2 | (15:17, 20:18, 7;15)  |

## Halbfinale
Deutschland war als Sieger der Vorrunde direkt für das Finale qualifiziert. Der Zweit- und Drittplatzierte spielten in einem Halbfinale den zweiten Finalisten aus.
| 07.01.2006 | Brasilien | – | Österreich | 2:1 | (23:21, 19:21, 20:15) |

## Finalspiele
| Spiel um Platz 5                                                                                     | Spiel um Platz 5 | Spiel um Platz 5 | Spiel um Platz 5 | Spiel um Platz 5 | Spiel um Platz 5      | Spiel um Platz 5 |
| --- | ---------------- | ---------------- | ---------------- | ---------------- | --------------------- | ---------------- |
| 07.01.2006                                                                                           | Italien          | –                | Chile            | 2:0              | (15:12, 15:12)        |                  |
| Spiel um Platz 3                                                                                     |                  |                  |                  |                  |                       |                  |
| 07.01.2006                                                                                           | Österreich       | –                | Schweiz          | -:-              |                       |                  |
| Das Spiel um Platz 3 wurde witterungsbedingt nicht ausgetragen. Beide Mannschaften erhielten Bronze. |                  |                  |                  |                  |                       |                  |
| Finale                                                                                               |                  |                  |                  |                  |                       |                  |
| 07.01.2006                                                                                           | Deutschland      | –                | Brasilien        | 2:1              | (23:21, 12:20, 20:13) |                  |

## Platzierungen
| Rang | Land        |
| ---- | ----------- |
| 1.   | Deutschland |
| 2.   | Brasilien   |
| 3.   | Österreich  |
|      | Schweiz     |
| 5.   | Italien     |
| 6.   | Chile       |
| 7.   | Argentinien |
| 8.   | Namibia     |

## Quelle
1. ↑  Spielplan und Ergebnisse aus "Faustball-Informationen" - Manfred Lux, Lüneburg